# 5834 Kasai
5834 Kasai este o planetă minoră (asteroid), cu un diametru de 12,191 km, din centura de asteroizi. A fost descoperită pe 28 septembrie 1992 la Kushiro de Seiji Ueda⁠(d). 
Obiectul prezintă o orbită caracterizată de o semiaxă mare de 2,8943461 UAi, o excentricitate de 0,098388, o înclinație de 10,33141 ° în raport cu ecliptica.